# 陳煥 (正德江西進士)
陳煥（1487年—？），字德彰，號三溪，江西廣信府貴溪縣人，民籍，明朝政治人物。

## 生平
正德十一年（1516年）丙子科江西鄉試第十九名舉人，十二年（1517年）中式丁丑科會試第一百四十一名，二甲第九十五名進士。都察院觀政，授工部主事，改刑部主事，升員外郎、郎中，嘉靖八年（1529年）出為嚴州府知府，卒於官。

## 家族
曾祖陳福成；祖父陳尚英；父陳奇，母方氏。永感下。